# Il sogno di Merlino
Il sogno di Merlino (The Saxon Shore) è il quarto volume delle Cronache di Camelot, la serie di Jack Whyte. È stato pubblicato dalla Piemme.

## Trama
Il libro inizia con Merlino Britannico e il piccolo Artù Pendragon su una piccola barca all'estremità meridionale del Mare d'Irlanda. Una nave pirata irlandese capitanata da Connor, un principe dell'Eire, cattura la barca. I Celti quindi gettano il bambino fuori bordo. Trascurando la sua vita, Merlino uccide uno dei pirati e salta dietro Artù. I pirati recuperano Merlino e il bambino e li riportano alla nave. Il capitano rivela l'origine dell'equipaggio e cerca di capire le ragioni per cui Merlino avrebbe sacrificato la sua vita per il bambino. Nella conversazione, il capitano arriva a rendersi conto che suo fratello, Donuil, è prigioniero di Merlino a Camulod (Camelot), quindi rilascia Merlino con l'accordo che il bambino verrà restituito se suo fratello ritorna in Eire.
Merlino procede quindi verso casa, dove viene rapidamente coinvolto nelle fazioni politiche che sono sorte nel consiglio Camulodiano. Usando la sua autorità militare Merlino scioglie le parti. Uno dei leader di una delle fazioni, si infuria e tanta di ucciderlo. Nel frattempo, Donuil torna a Camelot con il fratellastro quasi identico di Merlino, Ambrose. Una volta che Donuil ritorna, Merlino crea un gruppo con l'obbiettivo di scortare Donuil di nuovo in Eire.
Durante il viaggio in Eire il gruppo ha un incontro con una lebbrosa dopo il quale Lucanus, un medico e amico di lunga data di Merlino, lascia il gruppo per consegnare un carico di provviste di rifornimenti ai lebbrosi impoveriti. la compagnia incontra quindi un equipaggio di predoni stava raccogliendo il marmo da una varietà di edifici a Glevum: un tempio romano, una grande e imponente basilica amministrativa e un mercato di tribuna. Merlino decide che non saranno in grado di ottenere il passaggio su nessuna nave lì, dopo una breve schermaglia con la gente del posto.
Dopo l'incontro con i predoni, un gruppo di scozzesi mandato dal padre di Donuil per assicurarsi che suo ritorno sicuro trova il gruppo. La compagnia viene caricata su una ciatta rimorchiata da due galee degli scozzesi. La chiatta si rovescia a sud del regno di Athol. I cavalieri di Comulod viaggiano attraverso il deserto irlandese sotto la minaccia di popoli barbari, ma incontrano solo un cinghiale più grande di qualsiasi altro mai cacciato dagli scozzesi. Dopo diverse settimane dalla politica da Comulod, il gruppo arriva nella capitale del regno di Athol.
La compagnia rimane nella fortezza e Merlino, in una conversazione con Athol, rivela di essere stato sposato con una delle figlie di Athol, Deirdre. Athol accetta Merlino nella sua famiglia. Durante la stessa conversazione, Merlino rivela anche l'identità del bambino, Artù, e Athol si impegna come alleato con Merino e suo nipote. Mentre si trova nella roccaforte degli scozzesi, Merlino ed i suoi uomini dimostrano l'uso della cavalleria per gli scozzesi che in precedenza non avevano mai visto il suo uso in battaglia. Durante la mostra un orso entra nella radura e attacca. Merlino usa le sue memorie da guardia del corpo di Alessandro Magno usando una Sarissa, una pesante lancia per caricare l'orso.
Una sera, un membro della comunità scompare e, mentre cerca quell'uomo, Donuil sente che qualcuno lo sta osservando dai boschi. Il seguito di Merlino e i guerrieri di Athol vengono messi in allerta, e al mattino un esercito attacca le mura. La forza della cavalleria respinge con successo l'esercito attaccante con due cariche. L'attacco degli uomini selvaggi del sud è una forza avanzata indisciplinata facente parte dell'eminente attacco dei MacNyalls, dei figli di Condran e dei figli di Garn. Athol decide che Merlino, Artù, Donuil e la loro compagnia devono tornare in Britannia per evitare questo attacco e assicurare la sicurezza di Artù.
Il gruppo di Merlino ritorna a Camelot senza Donuil, che ritorna in Eire per evitare gli eventi di uno dei sogni di Merlino. Durante il viaggio di ritorno a Camelot la compagnia incontra un gruppo di berberi predatori. Tornato a Camelot, Merlino scopre che il fratellastro Ambrose ha integrato la fanteria e la cavalleria per ridurre l'ostilità tra i due rami militari. Un gruppo nemico effettua un'incursione in una fattoria periferica della colonia e prima che i militari possano rispondere vengono uccisi i membri più anziani della comunità.
In primavera un grande contingente di militari, 500 fanti e 500 cavalieri, lascia Camulod per vendicarsi del raid che ha ucciso 50 dei loro compagni. Guidato da Merlino, la forza viaggia vicino al lebbrosario che è stato creato da Lucanus apprendendo che l'intera colonia è stata ritrovata morta. La forza militare libera anche i berberi dal loro avamposto pirata a Glevum. L'esercito entra in Cambria e presto trova gli uomini che hanno rubato i cavalli morti, poi incontrano una forza di arcieri di Dergyll, tuttavia Merlino evita con tatto qualsiasi scontro. I due leader accettano un'alleanza e, a prova della loro lealtà verso l'alleanza, scambiano un piccolo contingente di forze ausiliarie. Mentre discute di questo Merlino scopre che uno dei leader che aveva guidato uno dei partiti politici a Camelot ed aveva tentato di ucciderlo, sta ora sostenendo un contendente per il trono dei Pendragon.
Merlino e le forze tornano a Camelot e seguono anni di pace. Merlino e Ambrose fanno un viaggio a Northumbria e scoprono che l'alleanza tra Britanni-Romani e Norvegesi che aveva mantenuto la forza del regno sta fallendo. Ritornano in Inghilterra e iniziano l'educazione di Artù, insieme agli altri familiari e amici di Merlino. Un attentato è stato fatto alla vita di Artù e il consiglio degli amici di Merlino ha deciso che per proteggere il futuro re deve vivere al di fuori della comunità che sa della sua esistenza. Merlino decide di portare Artù a Ravenglass a sud del Vallo di Adriano.
Artù e Merlino si recano a Ravenglass a bordo della nave di Connor e vengono accolti dal re Derek.

## Edizioni
- Jack Whyte, Il sogno di Merlino, traduzione di Susanna Bini, collana Pocket, Piemme, 2002,  p. 380, ISBN 88-384-7362-5.